# 聯合直接攻擊彈藥

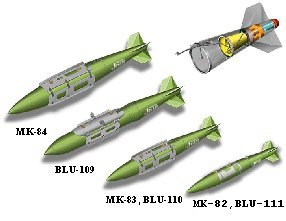

聯合直接攻擊彈藥（英文：Joint Direct Attack Munition，簡稱JDAM），是由波音公司為美國海軍和空軍聯合開發的一種空投炸彈配件，裝在由飛機施放的傳統炸彈上，將本來無控的傳統航空炸彈轉變為可控，並能在惡劣氣象條件下使用的精確制導武器。彈藥的導引功能是由炸彈尾翼控制附件以及全球定位系統或慣性導航系統提供，與美軍的B-2幽靈戰略轟炸機等多種軍用飛機的火控系統相容，JDAM的單價約兩萬美元。裝配了JDAM的炸彈重量一般在500—2,000磅（227—907）之間。

## 历史
海湾战争期間，美軍遇到现有精準導引武器性能不足的問題。1992年，美军開始開發能够在惡劣气象条件下使用的精準導引彈藥，於1997年研制出第一枚JDAM，并于1998年到1999年其间通过了測試。在GPS的輔助下，JDAM的「圆概率误差」（美軍測試標準）可達到13公尺，但事實上性能甚至更高，一架B-2轟炸機可於高空一次投放80枚500磅（230公斤）的高爆JDAM，在2003年的演習中，除了4部敵卡車從車頂被貫穿，一個防空陣地的9部車體也被直接命中，達成破壞了跑道和全部附屬模擬建物，甚至直接砸中了機棚裡模擬飛機的油桶這樣小的目標，這樣單單使用啞彈一次出擊，理論上已經夠徹底摧毀一個野戰機場，顯示出强大的「精確飽和攻擊」战力。。
1999年的科索沃战争中，本彈藥首次用於實戰。自美国本土起飞的B-2轟炸機在战争期间投下600多枚JDAM。
JDAM在2001年的阿富汗战争及2003年的伊拉克战争也被投入使用。
在2022年的測試中，一架F-15E打擊鷹式戰鬥轟炸機投下的2000磅JDAM擊沉了靶船。反艦JDAM增加了空軍低成本大量優勢的反艦能力。
在俄羅斯入侵烏克蘭期間，美國於2023年3月向烏克蘭提供JDAM-ER，並正整合至烏軍的米格-29戰鬥機及Su-24戰鬥轟炸機、苏-27战斗机。至同年4月26日，烏軍MiG-29於巴赫穆特戰役中，向俄控區投擲4枚500磅級JDAM-ER炸彈，為該型號炸彈首次於蘇式軍機上應用。
以色列—哈馬斯戰爭期間，以軍亦有應用JDAM，炸毀加沙地帶的多個軍事目標及民用設施。

## 使用者

蓝色表示为JDAM的使用国

### 当前装备中
- [7]
- 比利时[8]
- 加拿大[9]
- 智利[10]
- 丹麦[11]
- 埃及[來源請求]
- 芬兰： 仅购买GBU-31(V)1,GBU-32和GBU-38[12][13]
- 德国: 首位LJDAM海外用户
- 希腊[14]
- 印度[15]
- 印度尼西亞: 截至2020年共交付102套JDAM套件[16]
- 以色列[17]
- 義大利:[18] 奥托梅莱拉共计为意大利空军本地生产900枚GBU-31和1000枚GBU-32
- 日本: LJDAM[19]
- 约旦[10]
- 科威特[10]
- 马来西亚[10]
- 摩洛哥[20]
- 荷蘭[21]
- 挪威[22]
- 阿曼[23]
- 巴基斯坦[10]
- 菲律賓[24]
- 波蘭[25]
- 葡萄牙[10]
- 羅馬尼亞[10]
- 沙烏地阿拉伯[26]
- 新加坡[10]
- [10]
- 西班牙:[10] 西班牙海军海军航空兵 EAV-8B+ (仅装备GBU-38)
- 臺灣[27]
- 土耳其[10]
- 乌克兰: 俄罗斯入侵乌克兰期间由美国援助JDAM-ER[28][29]
- 阿联酋[30]
- 美国

### 未来装备国
- 保加利亚[31]
- 阿根廷[32]

## 衍生型
- 2,000磅（907）級：
  - GBU-31(V)1/B（美國空軍）Mk 84通用炸彈
  - GBU-31(V)2/B（美國海軍／美國海軍陸戰隊）Mk 84通用炸彈
  - GBU-31(V)3/B（美國空軍）BLU-109硬化穿透炸彈
  - GBU-31(V)4/B（美國海軍／美國海軍陸戰隊）BLU-109硬化穿透炸彈
- 1,000磅（454）級：
  - GBU-32(V)1/B（美國空軍）Mk 83通用炸彈
  - GBU-32(V)2/B（美國海軍／美國海軍陸戰隊）Mk 83通用炸彈
  - GBU-35(V)1/B（美國海軍／美國海軍陸戰隊）Mk 83通用炸彈、BLU-110炸彈
- 500磅（227）級：
  - GBU-38/B（美國空軍）Mk 82通用炸彈；（美國海軍／美國海軍陸戰隊）Mk 82通用炸彈、BLU-111炸彈
  - GBU-54/B（美國空軍）Mk 82通用炸彈

## 性能参数
- 全長（含套件與彈頭）：
  - GBU-31(V)1/B：152.7英寸（3,880 mm）
  - GBU-31(V)3/B：148.6英寸（3,770 mm）
  - GBU-32(V)1/B：119.5英寸（3,040 mm）
- 發射重量（含套件與彈頭）：
  - GBU-31(V)1/B：2,036磅（925公斤）
  - GBU-31(V)3/B：2,115磅（961公斤）
  - GBU-32(V)1/B：1,013磅（460公斤）
- 翼展：
  - GBU-31：25英寸（640 mm）
  - GBU-32：19.6英寸（500 mm）
- 最大射程：15 mi（24 km）
- 发射升限：45,000英尺（13,700米）
- 制导方式：全球定位系統（Global Positioning System，GPS）／慣性導航系統（Inertial Guidance System，IGS）
- 单价：每套約21,000美元（2001财政年度）
- 部署日期：1999年
- 生產狀況：已進入全速率生產（Full-Rate Production，FRP）。預計總生產數量為240,000套，其中美國空軍158,000套，美國海軍82,000套。

## LJDAM

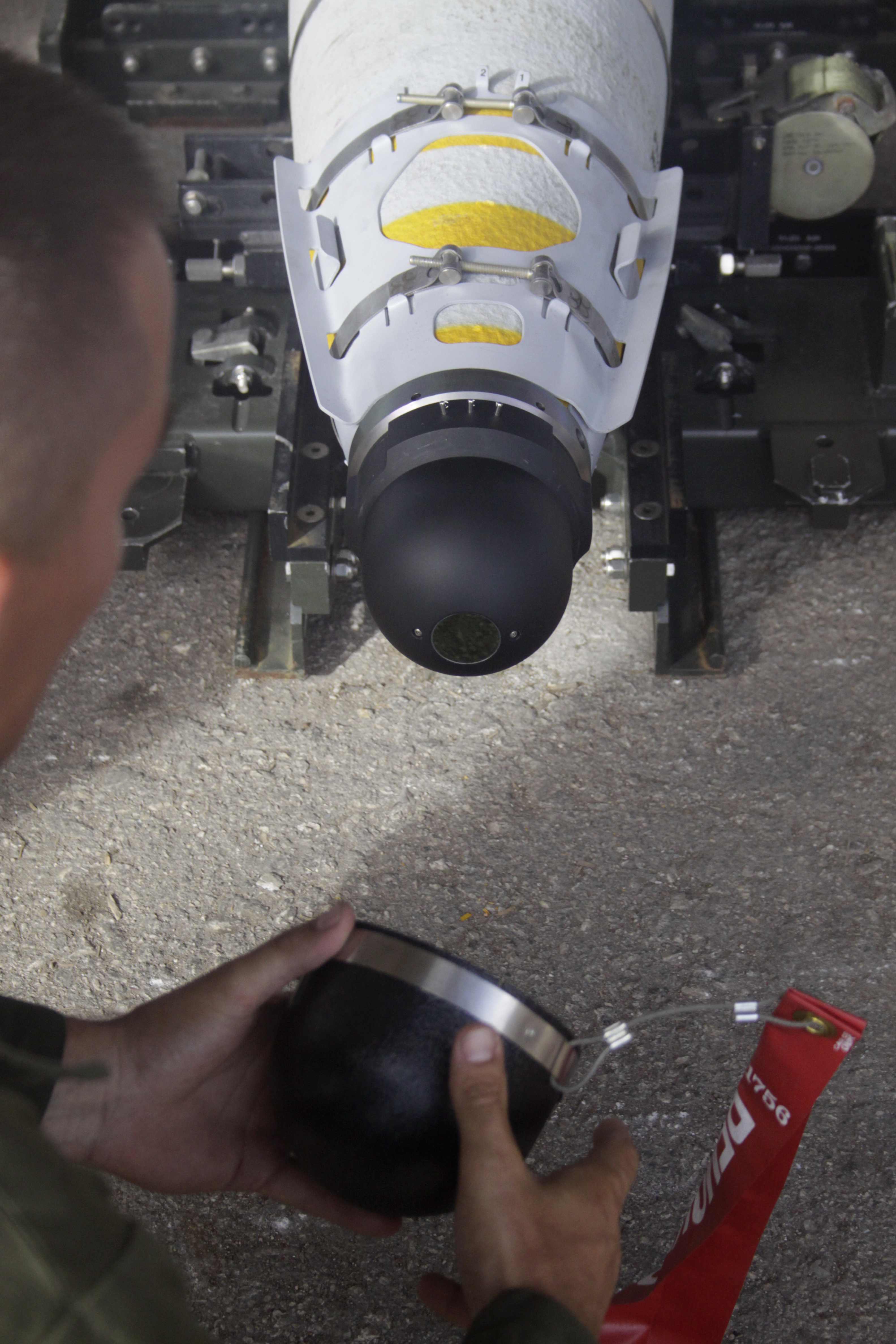
彈頭已安裝雷射尋標器的LJDAM

在代號為伊拉克自由行動的戰爭中，美軍使用了JDAM炸彈但是受到客觀條件影響命中率不佳，所以波音公司研發了增設在JDAM系統彈頭的精準雷射導引裝置（PLGS）-DSU-38/B尋標器，並將加裝PLGS的JDAM命名為LJDAM (Laser JDAM)。導引裝置除了原來的GPS全球定位系統（GPS）又增設了慣性感測器（INS）可以接受地面人員或是戰機所發出的雷射光束導引來攻擊目標。在2004年美國空軍跟波音公司成功的完成以LJDAM擊中移動中的敵運輸車輛之測試。
2007年6月11日，波音公司宣佈以2800萬美元承包美國空軍所擁有的600枚（400枚為空軍所有，200枚為海軍所有）雷射尋標器的合約。根據波音公司稱已經在美國的內華達州內利斯空軍基地由F-16及F-15兩型戰鬥機完成以12枚500磅的LJADM向高速逃逸的車輛投擲的測試。
直到2007年波音爭取美國海軍所需要的反干擾JDAM合約才終於拿下並在2008年開始交付，這個系統相當於內建GPS的反干擾系統。之後陸續部屬在美軍的B-52H轟炸機，駐伊拉克的F-16戰鬥機及德國聯邦國防軍空軍。不過雖然反干擾，但當雷射尋標器故障或被壓制時，仍然可以以JDAM的GPS導引來攻擊目標。

## 外部連結
- Boeing: Joint Direct Attack Munition (JDAM) （页面存档备份，存于）
- Boeing (McDonnell Douglas) JDAM - Designation Systems （页面存档备份，存于）
- Product Update: JDAM
- Precision Strike Weapons
- Diamond Back Range Extension Kit
- How Smart Bombs Work （页面存档备份，存于）
- DAMASK Overview
- Safeguarding GPS （页面存档备份，存于） 14 April 2003, Scientific American
- Joint Direct Attack Munition (JDAM) （页面存档备份，存于）
- Boeing JDAM gallery （页面存档备份，存于）
- YouTube上的Video of a JDAM explosion
- JDAM Matures (Australian Aviation) （页面存档备份，存于）
- JDAM-ER (Extended Range) 15 October 2008 Defence Science and Technology Organisation